# عبد الله الزيد (ممثل)
عبد الله الزيد (9 سبتمبر 1982  -)، مغني ممثل ومخرج  كويتي. شارك في عام 2006 في برنامج نجم الخليج.

## حياته

### طفولته
ولد في الكويت،  توفيت والدته  وهو في سن الثامنة من عمرة خلال فترة الغزو العراقي للكويت أثناء ولادة شقيقته، كانت بحاجة إلى الذهاب إلى المستشفى أو أن يحضر الطبيب لها بعض المعدات الطبية داخل المنزل، ولكن الجنود العراقيين منعوهم من ذلك، حتى تمت الولادة وأصيبت والدته وقتها بارتفاع ضغط الدم، ثم أصيبت بسكتة قلبية، وعلى أثرها فارقت الحياة، كما أن عمه أسر لمدة ستة أشهر   حيث قام بإخباره عن تفاصيل أسره  وساعده ذلك بتسجيد دور الأسير زيد في مسلسل وطن النهار عام  2012.

## حياته قبل الشهرة
عمل كموظف في إحدي الشركات الخاصة، ولاعب سابق في النادي العربي في لعبة التايكوندو، من هواياته الحداق و التصوير.

## مشواره الفني
بدأ بالغناء مع الأصدقاء في جلسات السمر يجيد  لاعزف على الآلات الإيقاعية، بالإضافة إلى البيانو والأورغ. 
شارك في برنامج «نجم الخليج» بحلته الثانية وكان ذلك في عام 2006  وحصلت على المركز الثالث.
ابتعد عن الغناء بعد ارتباطه بعقد احتكار مع إحدى شركات الأنتاج  التي لم تلتزم ببنود العقد وعدم ايجادة على عمل مناسب من حيث الكلمة واللحن.

## دخوله عالم التمثيل
قدم في برنامج نجم الخليج» عدة «سكيجات» تمثيلية تعبر عن الأغنية التي سيقوم بغنائها، ما جعله يفكر في بالتمثيل وأولها من خلال مسرح الطفل في مسرحيتي الأبطال الستة و دانة والحكيم عام 2007 بعدها انتقل للعمل التلفزيوني وأول مسلسل شارك فيه كان 4×4 بطاقة تعريفه للجمهور كانت في مسلسل الداية مع سيدة الشاشة الخليجية حياة الفهد عام 2008.

## أعماله

### المسلسلات
| سنة الإنتاج | المسلسل          | بمشاركة                                                                                                 |
| ----------- | ---------------- | --- |
| 2007        | 4×4              | جاسم النبهان, .انتصار الشراح, .سعاد علي, طيف                                                            |
| 2007        | بلاغ للرأي العام | منصور المنصور، حسين المنصور، خالد أمين، محمد الأمير، مبارك سلطان، عبد الله غلوم                         |
| 2007        | 911              | جومانا مراد،أمل عباس،ياسة،فيصل بوغازي،شهاب حاجيه،أحمد البارود                                           |
| 2008        | الداية           | حياة الفهد،محمد جابر،محمد المنيع،جمال الردهان،منى شداد،باسمة حمادة                                      |
| 2009        | سقوط الأقنعة     | أحمد السلمان، عبير الجندي، شيماء سبت، عباس مراد، سلمى سالم، شهاب حاجيه، ملاك، نواف النجم،               |
| 2009        | الإعتذار         | ،غازي حسينخالد أمين،فاطمة عبد الرحيم،يعقوب عبد الله،هبة الدري                                           |
| 2010        | قصة هوانا        | فاطمة الصفيخالد البريكي،خالد أمين،عبد الله بهمنيعقوب عبد الله،شهد الياسين،شيماء علي،صمود                |
| 2010        | زوارة الخميس     | محمد المنصور، خالد أمين، مشاري البلام، حمد العماني، إلهام الفضالة، لمياء طارق                           |
| 2011        | الفلتة           | طارق العلي، منى شداد.، نورة العميري.، مبارك المانع، سلطان الفرج                                         |
| 2012        | الوداع           | شهد الياسين، جاسم النبهان، أحمد المنصور الذهبي، فاطمة الحوسني، ريم ارحمة                                |
| 2012        | وطن النهار       | جاسم النبهان، أحمد السلمان، باسمة حمادة، محمود بوشهري، ملاك، هيا عبد السلام                             |
| 2012        | شارع 90          | جاسم النبهان، باسمة حمادة، زهرة الخرجي، مرام، شيماء علي، حمد أشكناني                                    |
| 2012        | غريب الدار       | إبراهيم الحربي، سليمان الياسين، يعقوب عبد الله، شيماء علي، مرام                                         |
| 2013        | سر الهوى         | زهرة الخرجي ، عبد الرحمن العقل. ، عبد الإمام عبد الله.، طيف. ،أحمد الهزيم.، شجون الهاجري.، فاطمة الصفي. |
| 2015        | تورا بورا        | سعد الفرج،خالد امين،أسمهان توفيق،فهد العبد المحسن،عبد الله الطراروة                                     |
| 2015        | قابل للكسر       | باسمة حمادة،ميساء المغربي، عبد الله بوشهري، مرام، يعقوب عبد الله                                        |
| 2018        | سامحني خطيت      | شجون الهاجري، سلمى سالم، عبد الله بوشهري، ريم ارحمة، جاسم النبهان                                       |
| 2019        | إفراج مشروط      | |
| 2021        | حين رأت          | |
| 2021        | الناموس          | |

### المسرحيات
| سنة الإنتاج | المسرحية      | بمشاركة                                                       |
| ----------- | ------------- | ------------------------------------------------------------- |
| 2007        | دانة والحكيم  | أحلام حسن،خالد البريكي،شجون الهاجريعبد الله بوشهري،نواف النجم |
| 2007        | الأبطال الستة | شعبان عباس،حسين المنصور،هبة الدري،مشعل الجاسر،طاهر النجادة    |
| 2007        | سارة          | عبدالله المنصور، شذى سبت،منال                                 |
| 2009        | أبطال الفريج  | ،خالد البريكي،هيفاء حسين،أحلام حسن،خالد أمين،ناصر محمد        |
| 2012        | فارس الغابة   | نواف القريشي،مي البلوشي،حميد البلوشي،عذاري قربان              |
| 2013        | بتشاهي        | داود حسين،منى شداد،خالد البريكي،محمد الحملي،عبدالعزيز بوقماز  |
| 2014        | ما وراء       | علي الحسيني،أحمد العوضي ،غدير السبتي،حنان المهدي              |
| 2018        | شروق الشمس    | خالد أمين                                                     |

### الأفلام
| سنة الإنتاج | الفيلم     | بمشاركة                                                                 |
| ----------- | ---------- | ----------------------------------------------------------------------- |
| 2009        | فرصة أخرى  | أحمد إيراج، خالد البريكي،نصار النصار                                    |
| 2011        | تورا بورا  | سعد الفرج،أسمهان توفيق،خالد أمين،منى شداد،عبد الله الطراروة             |
| 2015        | حبيب الأرض | فيصل العميري،عبد الله الطراروة،لطيفة المجرن،جمال الردهان،سليمان الياسين |

### البرامج
| سنة الإنتاج | البرنامج                 | بمشاركة                                                       | عرض على       |
| ----------- | ------------------------ | ------------------------------------------------------------- | ------------- |
| رمضان 2006  | شبابيك (برنامج تلفزيوني) | عبد الناصر درويش،حسن البلام،علي سلطان،بدر الطيار،أحمد السلمان | تلفزيون الراي |

### الرسوم المتحركة
| سنة الإنتاج | الرسوم المتحركة | بمشاركة                                            |
| ----------- | --------------- | -------------------------------------------------- |
| 2009        | أم سعف جت كوم 2 | ،طارق العلي،هيا الشعيبي،سماح،عيسى العلوي،شهد سلمان |

### الأوبريتات
| سنة الإنتاج | الأوبريت                   | بمشاركة                      |
| ----------- | -------------------------- | ---------------------------- |
| 2015        | أوبرا ديرة .. نبقى كويتيين | (مجموعة من الفنان الكويتيين) |

### حملات
| سنة الإنتاج | الحملة          | الفيديو    | المخرج       | المنتج                 | بمشاركة                            |
| ----------- | --------------- | ---------- | ------------ | ---------------------- | ---------------------------------- |
| 2015        | معا نجمع السلاح | سلاح الموت | عباس اليوسفي | وزارة الداخليةالكويتية | عبد الله الطراروة،سيد محمد الكاظمي |

### في الإخراج
- قصة كتاب ( فيلم قصير): 2014[10]
- إعلان معا نحو التغيير 2: 2014
- مسرحية ما وراء :2014
- إعلان كاش كافية  :2015
- مسرحية من منهم هو :2015
- كواليس أوبرا ديرة .. نبقى كويتيين 2015
- مسرحية أحلام: 2015
- الكويت حرة :2015
- مسرحية صلبوخ وعائلته الكريمة (مساعد مخرج) :2016
- مسرحية وحشة ( مساعد مخرج):2017[11]

## تكريمات
- تكريم من الملتقى السينمائي الشبابي للأفلام الروائية القصيرة  بنسخته الثانية  الكويت 2015

## روابط خارجية
- عبد الله الزيد على موقع قاعدة بيانات الأفلام العربية